# Jezamine Chua
Jezamine Zihui Chua (ur. 18 lipca 1994) – singapurska zapaśniczka walcząca w stylu wolnym. Brązowa medalistka igrzysk Azji Południowo-Wschodniej w 2023, a także mistrzostw Azji Południowo-Wschodniej w 2022 roku. 